# Krocodona
Krocodona (лат.) — род цикадок из подсемейства Neocoelidiinae (Cicadellidae). Встречаются в Западном полушарии (Новый Свет). Неотропика (Бразилия, Гондурас, Коста-Рика, Перу, Эквадор)

## Описание
Длина тела 5,8—6,5 мм. Форма тела удлиненная, узкая, параллельносторонняя; crown (макушка головы) сильно выдается за глаза, средняя длина в три раза больше самой узкой ширины между глазами, при виде сбоку боковые корональные поля параллельны с вершиной широко закруглены, при виде сбоку корональный край сильно синуирован с лицом плоский; при виде сбоку наличник сильно сужен мезально с коротким килем на вершине наличника; переднеспинка латерально килеватая; переднее крыло с четырьмя апикальными и двумя преапикальными ячейками, третья апикальная ячейка треугольная.

## Классификация
Род был впервые выделен в 1964 году для вида Krocodona sauridion (длина 6 мм) и включён в состав подсемейства Nirvaninae или в отдельное семейство Nirvanidae (Nivaniidae; Nirvaniidae Baker, 1923), ныне рассматриваемое в качестве трибы Nirvanini в подсемействе Evacanthinae.
В 2012 году род был выделен в отдельную трибу Krocodonini (вместе с Krocozzota, Krocolidia и Retrolidia) в составе Neocoelidiinae (Cicadellidae).
- Krocodona bipendula Dietrich, 2003[1]
- Krocodona circumflexa Dietrich, 2003[1]
- Krocodona colotes Kramer, 1964
- Krocodona janauaca Dietrich, 2003[1]
- Krocodona sauridion Kramer, 1964
- Krocodona triloba Dietrich, 2003[1]